# ماي وورلد (ألبوم)
ماي وورلد (بالانجليزية: My World) هي الأسطوانة المطولة (EP) الثالثة لفرقة الفتيات الكورية الجنوبية ايسبا. تم إصداره في 8 مايو 2023، ويحتوي على ستة أغاني، بما في ذلك الأغنية ما قبل الإصدار "ويلكم تو ماي وورلد" والأغنية الرئيسية "سبايسي" التي وصلت إلى المراكز الثلاثة الأولى في المخططات. بالمقارنة مع البومات الفرقة السابقة سافج (2021) وغيرلز (2022) التي تضم نغمات "مظلمة" ونوع موسيقى البوب، فإن ماي وورلد أكثر إشراقا مع نوع موسيقى الرقص وديذم أند بلوز ويظهر الألبوم جانبًا مختلفًا من الفرقة كما وصفن عضوات ايسبا بأنه ألبوم العودة إلى "العالم الحقيقي" من كوانغيا.
قوبل الألبوم بمراجعات إيجابية بشكل عام من النقاد. من الناحية التجارية، احتل ماي وورلد المركز الأول على مخطط سيركل للألبومات مع مبيعات تصل إلى 1,420,178 نسخة في أسبوع. تم اعتماد الألبوم من قبل جمعية المحتوى الموسيقي الكورية (KMCA). بعد إصداره الفعلي في الولايات المتحدة، أصبح ماي وورلد ألبوم الفرقة الثاني الذي يصل إلى المراكز العشرة الأولى في بيلبورد 200.

## المفهوم
يعرض هذا الألبوم جانبا جديدا من ايسبا. لقد قمنا في الغالب بعمل موسيقى مظلمة ومكثفة حتى الآن بسبب خط قصة كوانغيا، حيث قاتلنا مع شرير يدعى بلاك مامبا ولكن مع عودتنا إلى "العالم الحقيقي"، أردنا التركيز على النسخة المراهقة العادية من أنفسنا— كارينا في المؤتمر الصحفي للألبوم
فيما يتعلق بالعملية الإبداعية وأسلوب الأغاني، كشفت إس إم إنترتينمنت أن ماي وورلد "سيستمر في سرد الرواية الخيالية العلمية للفرقة" و الأعضاء "يسافرون الآن إلى العالم الحقيقي من كوانغيا". استخدمت ايسبا أنماط "كيتش" في الصور الترويجية والملابس أثناء الترويج لـ ماي وورلد، بعيدًا عن الأسلوب "المظلم" للألبومات السابقة سافج و غيرلز. في مقال لـ بايبر، أشار بيتون غيتوود إلى أن الفرقة "تتخلى عن الميتافيرس" وتوسع قصتها أكثر.
خلال الحدث المباشر للألبوم بعنوان "Aespa 'My World' Countdown Live"، ذكرت كارينا أنه "لا يوجد شرير في عالمنا الحقيقي" لكن كشفت أن "ربما [الفرقة] ستبدأ معركة أخرى أو تذهب إلى عالم آخر" في إصدارتها في المستقبل.

## التسجيل والتطوير
في مؤتمر صحفي عبر الإنترنت في لإصدار ماي وورلد ، أوضحت كارينا أن "سبايسي" تم اختيارها لتكون الأغنية المنفردة الرئيسية لأن الفرقة استمعت إليها "منذ وقت طويل" ولكن الأغنية "كانت جيدة جدا لدرجة أنها لم تستطيع نسيانها" لذلك اقترحت كارينا على شركتها أن "يجب أن يقوموا بإصدار الأغنية".

## الأداء التجاري
في 24 أبريل 2023، أفيد أن ماي وورلد قد باع أكثر من 1.5 مليون نسخة في مبيعات الطلبات المسبقة في أقل من أسبوع. في الأسبوع الأول من الإصدار باع الألبوم أكثر من 1.6 مليون نسخة على مخطط هانتيو، متجاوزا سجل البوم بورن بينك لـ فرقة بلاكبينك من سبتمبر 2022.
في الولايات المتحدة، احتل ماي وورلد المركز التاسع على بيلبورد 200 مع بيع 39000 نسخة، بعد إصداره الفعلي في المنطقة. كان الألبوم الثاني على التوالي للفرقة الذي يدخل المراكز العشرة الأولى. علاوة على ذلك، احتلت الألبوم المركز الأول في كل من مخطط بيلبورد العالمي للألبومات ومخطط مبيعات أفضل الألبومات.

## الجوائز
فاز ماي وورلد بجائزة أفضل ألبوم (بونسانغ) في حفل جوائز القرص الذهبي.

### الترشيحات
جوائز موسيقى البوب الآسيوية — أفضل ألبوم لهذا العام
جوائز موسيقى مخطط سيركل — فنان العام (البوم)
جائزة إمنيت للموسيقى الآسيوية — ألبوم العام (دايسانغ)
جوائز ميلون للموسيقى — ألبوم العام